# Andrzej Miszk
Andrzej Miszk (ur. 27 września 1964 w Gdyni) – polski działacz społeczny, przedsiębiorca, diakon katolicki, były bloger i działacz opozycyjny w PRL.

## Życiorys
Pochodzi z rodziny robotniczej, jego ojciec Józef pracował w stoczni Marynarki Wojennej. Uczył się w technikum budowlanym. Podczas stanu wojennego organizował strajk szkolny i bojkot pochodu pierwszomajowego. W 1982 trafił na 4 miesiące do więzienia, z którego wyszedł krótko przed ukończeniem 18. roku życia. Przez następnych 7 lat pracował jako robotnik w Gdańsku i Sopocie. W latach 1983–1984 związał się z Polską Młodzieżą Walczącą. W latach 1985–1987 działał w ruchu Wolność i Pokój, za odmowę służby wojskowej trafił w styczniu 1986 do więzienia na trzy miesiące, był też często aresztowany na 48 godzin.
Po 1988 zrezygnował z działalności opozycyjnej. Zaczął handlować książkami – początkowo nielegalnie, przez sieć ulicznych handlarzy w Trójmieście i Berlinie, potem jako właściciel księgarskiej spółki Conrad. Firma zatrudniała po kilku latach 70 osób, miała 7 księgarni i hurtowni. W 1992 firma upadła.
Jesienią 1992 trafił do pustelni zakonu kamedułów na krakowskich Bielanach. Skończył eksternistycznie szkołę średnią i został przyjęty do zakonu jezuitów. Po ukończeniu nowicjatu w 1998 studiował filozofię w Ignatianum i na Uniwersytecie Jagiellońskim, a następnie teologię w Milltown w Dublinie. Prowadził też zajęcia z filozofii w Ignatianum. 4 lutego 2006 w Dublinie otrzymał święcenia diakonatu.
W 2004 założył portal chrześcijański Tezeusz.pl. W 2006 wraz ze swoim portalem poparł ks. Tadeusza Isakowicza-Zaleskiego w sporze o lustrację w Kościele i wezwał do lustracji w zakonie jezuitów. Na swoim blogu pisał też o byłych i obecnych zakonnikach, którzy byli tajnymi współpracownikami SB. Z tego powodu w czerwcu 2006 nie został dopuszczony do święceń kapłańskich, a następnie w listopadzie 2007 usunięty z zakonu. W listopadzie 2007 udzielił obszernych wywiadów „Dziennikowi” i „Rzeczpospolitej”. Obecnie jest diakonem tułaczem (bez inkardynacji do diecezji lub instytutu duchownego) Kościoła katolickiego, przez co nie może wykonywać żadnych funkcji związanych z przyjętymi święceniami diakonatu.
Redaktor portalu Tezeusz.pl, prezes Fundacji Tezeusz w latach 2008–2017, a obecnie członek Rady Fundacji Tezeusz. Współzałożyciel Fundacji Wolność i Pokój (2010). Od 2011 prowadzi również Antykwariat i Księgarnię Tezeusza. Od 2016 Prezes Zarządu Antykwariatu i Księgarni Tezeusz Sp. z o.o. Współpracuje z miesięcznikiem „Więź”. Mieszka w Kasince Małej.
Współzałożyciel Komitetu Obrony Demokracji. Był liderem mazowieckich struktur Komitetu Obrony Demokracji. Został pozbawiony pełnionej funkcji przez założyciela KOD Mateusza Kijowskiego.
Od 17 marca 2016 pod Kancelarią Premiera RP prowadził głodówkę w obronie Trybunału Konstytucyjnego. Głodówkę zakończył po 39 dniach, 25 kwietnia 2016 roku.
W 2018 otrzymał status osoby represjonowanej i odznakę honorową „Działacza opozycji antykomunistycznej lub osoby represjonowanej z powodów politycznych”.
Napisał wstęp do albumu poświęconego ruchowi Wolność i Pokój (2010), współpracował przy tłumaczeniu z języka angielskiego na polski książki Fredrica Jamesona Archeologie przyszłości (2011).

## Odznaczenia
- Krzyż Kawalerski Orderu Odrodzenia Polski za wybitne zasługi na rzecz przemian demokratycznych w Polsce (2015)[19].